# Alignement de Sainte-Barbe
L'alignement de Sainte-Barbe est un alignement mégalithique situé dans la commune française de Plouharnel dans le département français du Morbihan, non loin du grand site mégalithique de Carnac.

## Historique
En 1879, Henri Martin réclame l'acquisition du site par l'État. En 1883, l'État achète uniquement les « menhirs de tête » parmi la cinquantaine que compte alors le site. Félix Gaillard propose aux propriétaires de les acquérir « au prix de 10 francs l'un », mais l'État envisageant une expropriation totale, aucune décision ne fut prise et les destructions se poursuivent. En 1888, lors de la reconstruction, en pierres, des gares provisoires en bois de la ligne ferroviaire d'Auray à Quiberon, les propriétaires cèdent gratuitement des pierres. En 1889, Albert Macé estime que « sur une cinquantaine de menhirs, seize seulement sont restés debout, et le système des alignements de Sainte-Barbe est irrémédiablement mutilé ». À la suite des protestations de la Société polymathique du Morbihan, un premier classement au titre des monuments historiques intervient en 1889 mais il ne concerne que les quatre menhirs déjà acquis par l'État. Vingt-sept autres menhirs sont classés par un arrêté du 14 mars 1923.

## Description
Le site comporte encore 37 menhirs visibles (dressés et couchés) disposés sur deux rangées parallèles et une rangée transversale, l'ensemble formant une enceinte rectangulaire ouverte au sud/sud-est. Au nord-ouest, la rangée transversale compte 4 menhirs correspondant aux pierres les plus imposantes. Au sud-est, les pierres sont nettement plus espacées. Tous les blocs sont en granite. L'ensemble couvre une superficie d'environ 1 ha.